# Cumia alfredensis
Cumia alfredensis, tên tiếng Anh: narrow dwarf triton, là một loài ốc biển, là động vật thân mềm chân bụng sống ở biển thuộc họ Colubrariidae.

## Miêu tả
Loài này có kích thước giữa 20 mm và 50 mm

## Phân bố
Loài này phân bố ởdọc theo KwaZuluNatal, miền nam châu Phi